# Tylogonus viridimicans
Tylogonus viridimicans är en spindelart som först beskrevs av Simon 1901.  Tylogonus viridimicans ingår i släktet Tylogonus och familjen hoppspindlar. Inga underarter finns listade i Catalogue of Life.